# Petticoat (televisieserie)
Petticoat is een Nederlandse dramaserie uit 2016/2017 die zich afspeelt in de jaren 50 van de 20e eeuw. Het verhaal is gebaseerd op dat uit de gelijknamige musical. De serie is uitgezonden door KRO-NCRV.

## Verhaal
Pattie (Abbey Hoes) woont samen met haar vader (Hajo Bruins) in het stadje Winschoten in de provincie Groningen. Ze is helemaal klaar met het wonen op het platteland en wil naar de grote stad toe om te kunnen zingen. Ze besluit haar vader en goede vriend Peter (Alex Hendrickx) te verlaten en op weg te gaan naar de grote stad. Daar ontmoet ze al gauw Rogier (Jason de Ridder) en zijn broer Willem (Kay Greidanus). Pattie maakt kennis met de showbizz en alles wat daarbij komt kijken.

## Rolverdeling
| Acteur              | Personage          |
| Hoofdrollen         | Hoofdrollen        |
| ------------------- | ------------------ |
| Abbey Hoes          | Pattie Jagersma    |
| Hajo Bruins         | Lammert Jagersma1  |
| Jason de Ridder     | Rogier van Rooden2 |
| Kay Greidanus       | Willem van Rooden  |
| Alex Hendrickx      | Peter Miedema      |
| Anneke Blok         | Tante Gerda        |
| Freek Bartels       | Maurice            |
| Marieke Heebink     | Aline van Rooden   |
| Marlijn Weerdenburg | Mimi               |
| Martijn Fischer     | Fred Dupree        |
| Nyncke Beekhuyzen   | Suzy               |
| Albert Secuur       | Aiko Miedema       |
| Marthe-Geke Bracht  | Trees Miedema      |
| Bart Harder         | Rein Miedema       |

### Legenda
1 Hajo Bruins heeft ook in de musical de rol van vader Jagersma gespeeld.

2 De rol van Rogier van Rooden is in de musical door Freek Bartels gespeeld.

## Locaties
Veel van de opnames zijn ook daadwerkelijk gemaakt in Groningen waaronder in Pieterburen, Garnwerd, Ezinge Oude Pekela, en Warmenhuizen.

## Prijs
Abbey Hoes heeft dankzij haar hoofdrol in 2017 een Gouden Kalf gewonnen.